# Pholcus medicus
Pholcus medicus is een spinnensoort uit de familie trilspinnen (Pholcidae). De soort komt voor in Iran.